# Єфімов Володимир Георгійович
Єфімов Володимир Георгійович — радянський, український і російський художник кіно, художник-постановник.

## Життєпис
Народився 26 травня 1947 р. Закінчив художнє училище (1966) та художній факультет Всесоюзного державного інституту кінематографії (1972).
З 1972 р. — художник-постановник Одеської кіностудії.
В 1978—1995 рр. був членом Спілки кінематографістів України.
З 1994 року живе і працює в Москві.

## Фільмографія
Оформив стрічки (ряд з них зроблено з Н. Єфімовою):
- «Хлопчину звали Капітаном» (1973),
- «Рейс перший, рейс останній» (1974, у співавт. з Н. Ієвлевою)
- «Відповідна міра» (1974, у співавт. з Н. Ієвлевою)
- «Відпустка, яка не відбулася» (1976, у співавт.)
- «В степу під Одесою» (1976, т/ф)
- «Фантазії Веснухіна» (1976, т/ф)
- «Ми разом, мамо» (1976, т/ф)
- «Хліб дитинства мого» (1977)
- «По вулицях комод водили» (1978)
- «На Новий рік» (1980, т/ф, новела «Зигзаг»)
- «Друге народження» (1980, т/ф)
- «Очікування» (1981)
- «4:0 на користь Тетянки» (1982)
- «За два кроки від „Раю“» (1984, у співавт. з Л. Розсохою)
- «Що у Сеньки було» (1984)
- «Дайте нам чоловіків!» (1985)
- «Пітер Пен» (1987)
- «Мудромір» (1988)
- «Вовки в зоні» (1990)
- «Рок-н-рол для принцес» (1990, у співавт. з М. Безчастновим)
- «Шереметьєво-2» (1990)
- «Цвіркун за вогнищем» (2001)
- «Пізанська вежа» (2010) та ін.